# Tysfjord (Kommune)

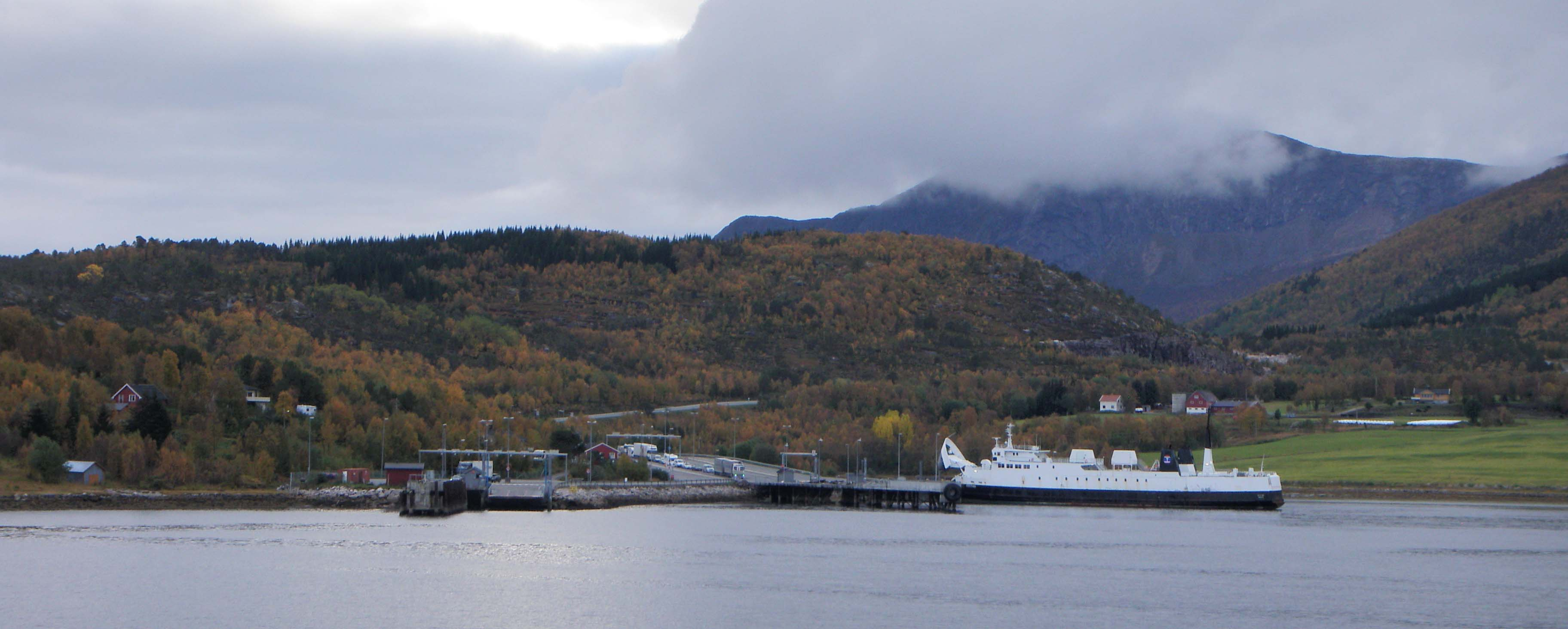
Fähre für die Europastraße 6 über den Tysfjord

Tysfjord (lulesamisch Divtasvuodna) war eine von 1869 bis Ende 2019 bestehende Kommune in der Provinz Nordland in Nordnorwegen, die am gleichnamigen Fjord lag. Verwaltungsort war Kjøpsvik. Im Zuge der Kommunalreform in Norwegen wurde Tysfjord zum 1. Januar 2020 aufgeteilt: Der nordöstliche Teil kam zusammen mit Ballangen zu Narvik, der südwestliche zu Hamarøy.

## Geografie
Auf einer Kommunenfläche von 1463,84 km² lebten 1925 Einwohner (Stand: 1. Januar 2019). Die Kommunennummer war 1850. Benachbarte Kommunen waren Ballangen, Hamarøy und Lødingen. Im Osten grenzte das Gebiet an Schweden.

### Ortsteile
Orte in Samisch/Norwegisch:
- Gásluokta/Kjøpsvik
- Ájluokta/Drag
- Ájládde/Hellandsberg
- Soahkeluokta/Bjørkvik
- Stuorgiedde/Storjord
- Måsske/Musken
- Tjierrekluokta/Nordbukt
- Vuodnabahta/Hellmobotn
- Hierggenjárgga/Korsnes
- Jågåsijdda/Storå

## Geschichte
In Leiknes, südlich von Korsnes, gibt es Funde von 55 Tierfiguren, die auf ein Alter von 8000 bis 9000 Jahren geschätzt werden.
Die Kommune Tysfjord wurde 1869 gegründet, als die Kommune Lødingen aufgeteilt wurde. Im Jahr 1964 wurde ein Teil des Gemeindegebiets an die südlich gelegene Kommune Hamarøy überführt. Im Zuge der landesweiten Kommunenreform wurde die Kommune Ende 2019 aufgelöst und der südliche Teil ging zum 1. Januar 2020 in Hamarøy über, der nördliche in Narvik.
Im Jahr 2016 stand Tysfjord im Fokus der medialen Öffentlichkeit, weil es über Jahrzehnte hinweg zu über 150 Fällen sexuellen Missbrauchs in der Gemeinde gekommen war.

## Wirtschaft
Wichtig für die Wirtschaft der Kommune war lange die Fischerei im Tysfjord. Im Laufe der Zeit nahm die Zucht von Lachsen und Dorschen eine größere Rolle ein. In der Landwirtschaft war die Schafzucht von größerer Bedeutung. Im Jahr 2014 waren 27 Prozent der Arbeitsplätze in der Industrie verortet, unter anderem in einer Zementfabrik in Kjøpsvik.

## Wappen

Wappen von Tysfjord

Beschreibung: In Silber ein aus dem Schildfuß wachsender Hummer.

## Sehenswürdigkeiten
Orcas können im Tysfjord von Ende Oktober bis Mitte Januar beobachtet werden.

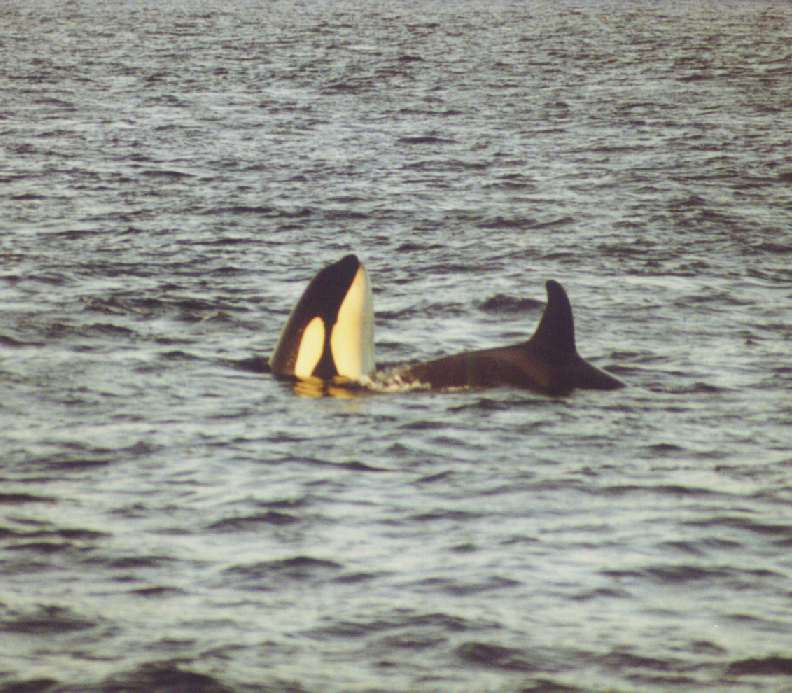
Zwei Orcas im Tysfjord
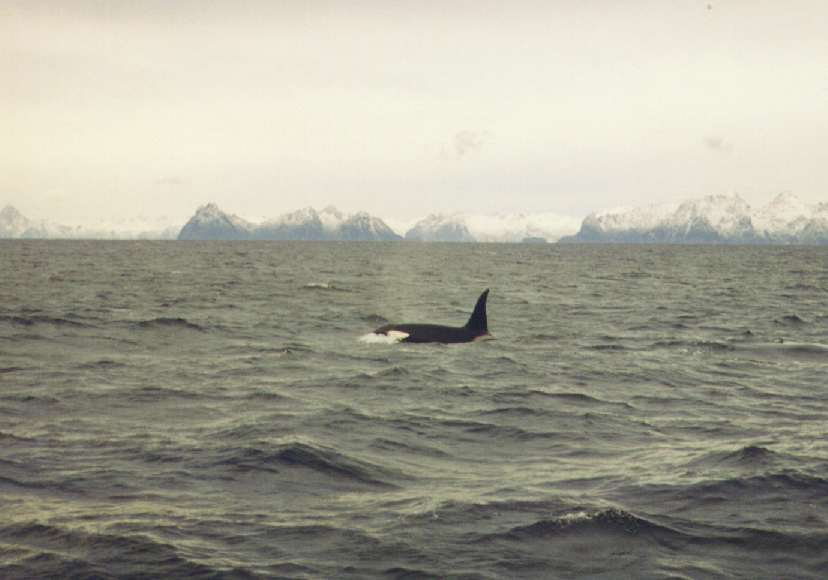
Orca im Tysfjord in der Abenddämmerung